# Edmond Jacquelin
Edmond Jacquelin (Santenay, Costa d'Or, 31 de març de 1875 - París, 29 de juny de 1928) va ser un ciclista francès que fou professional entre 1894 i 1903. Es dedicà principalment al ciclisme en pista i la modalitat de velocitat, en què guanyà un Campionat del Món i nombroses competicions. Va participar als Jocs Olímpics d'Estiu de 1900.

## Palmarès
- 1895
  - 1r al Gran Premi de Milà
  - 1r al Gran Premi de Madagascar
- 1896
  -  Campió de França de velocitat
  - 1r al Gran Premi d'Anvers
  - 1r al Gran Premi de Viena
  - 1r al Gran Premi de la Finance (amb Ludovic Morin)
- 1898
  - 1r al Gran Premi de Torí
  - 1r al Gran Premi de Pasqua
- 1899
  - 1r al Gran Premi de Berlín
- 1900
  -  Campió del món de velocitat
  -  Campió de França de velocitat
  - 1r al Gran Premi de París
  - 1r al Gran Premi d'Alemanya
  - 1r al Gran Premi de Lille
  - 1r al Gran Premi de Nantes
  - 1r al Gran Premi de Roubaix
  - 1r al Gran Premi de Senlis
- 1901
  - 1r al Gran Premi d'Anvers
  - 1r al Gran Premi de Reims
  - 1r al Gran Premi d'Europa
  - 1r al Gran Premi de Nantes
- 1902
  -  Campió de França de velocitat
  - 1r al Gran Premi de Nantes
  - 1r al Gran Premi de Pasqua
- 1904
  - 1r al Gran Premi de França
  - 1r al Gran Premi de Pasqua